# Lijst van personen overleden in oktober 2020
Dit is een lijst van bekende personen die zijn overleden in oktober 2020.

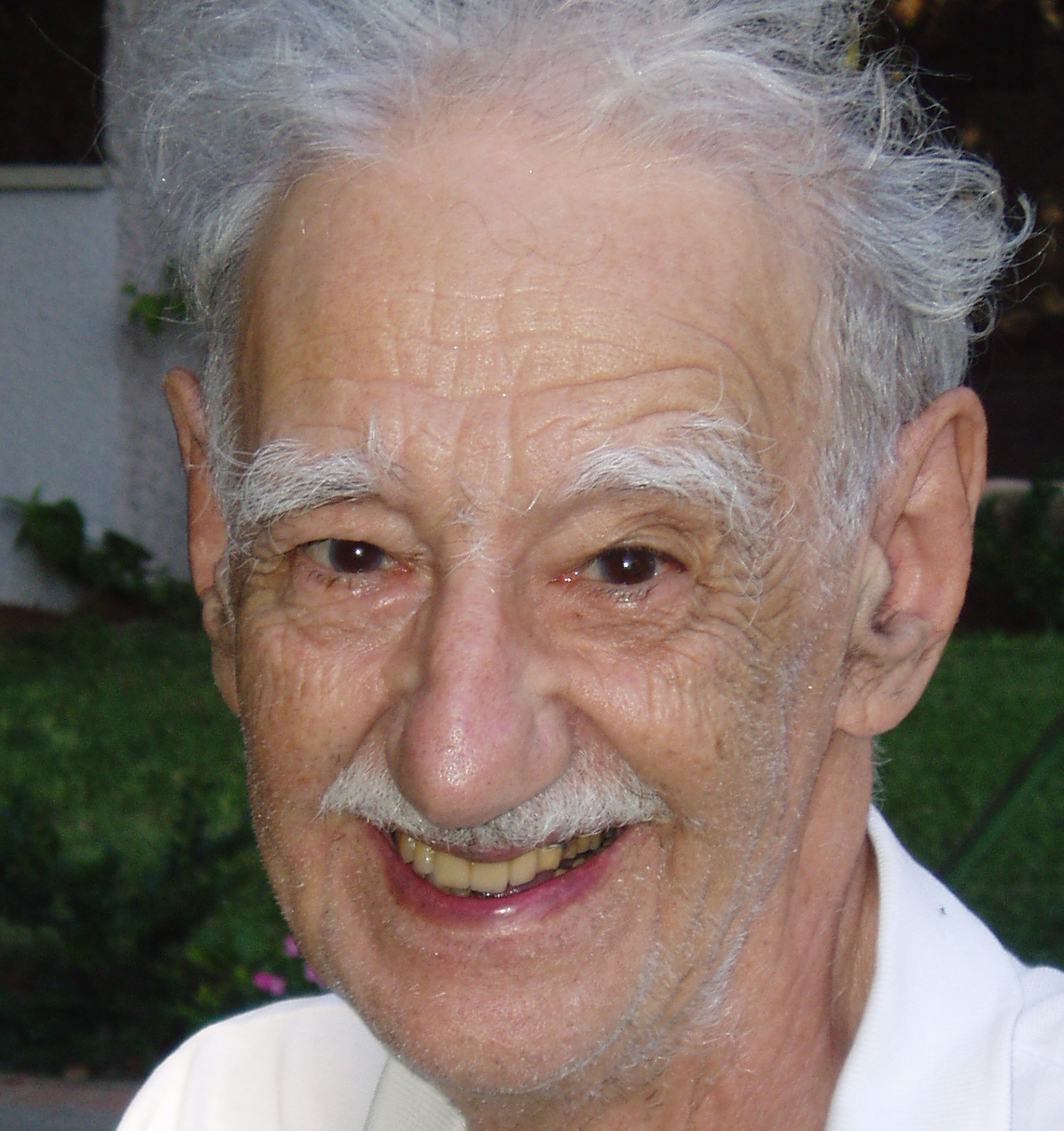
Viktor Zalgaller
2 oktober

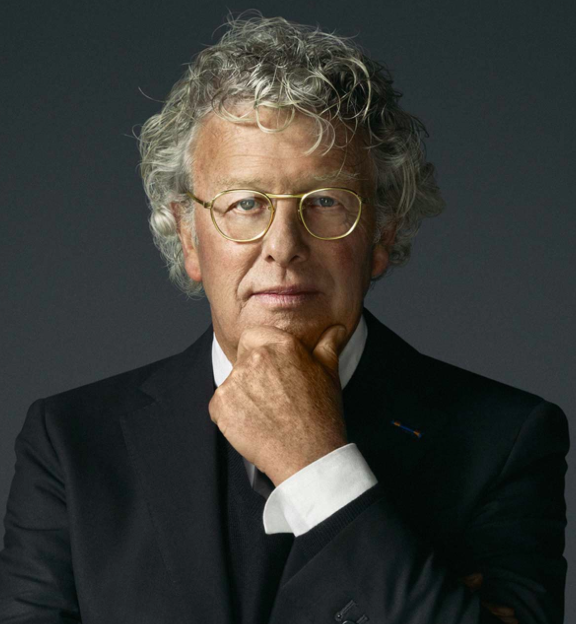
Jan des Bouvrie
4 oktober

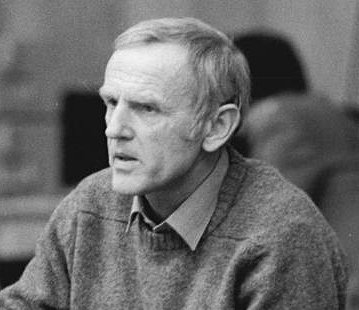
Günter de Bruyn
4 oktober

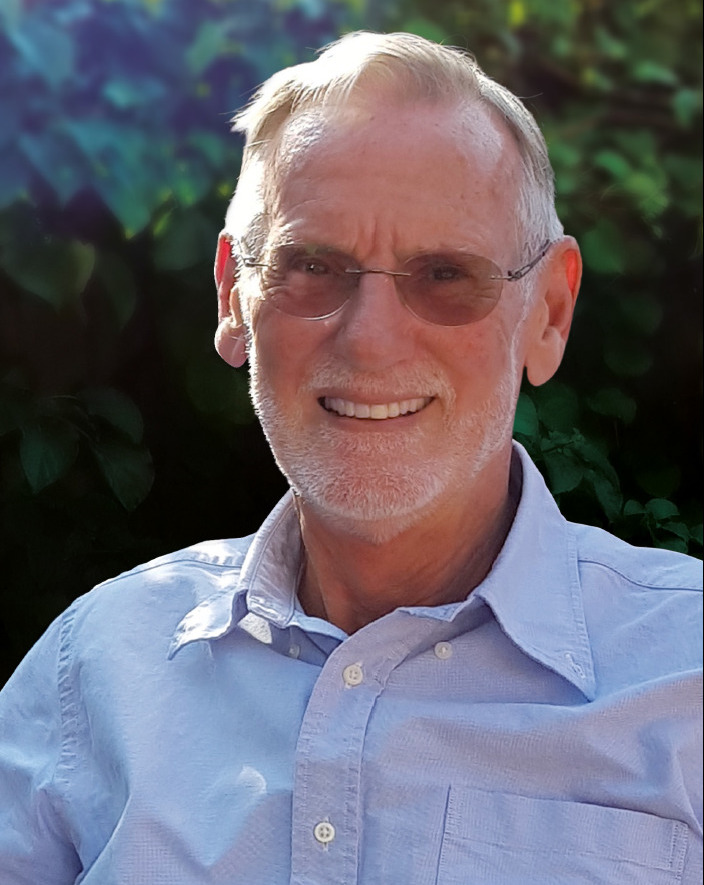
Frank Spaargaren
4 oktober

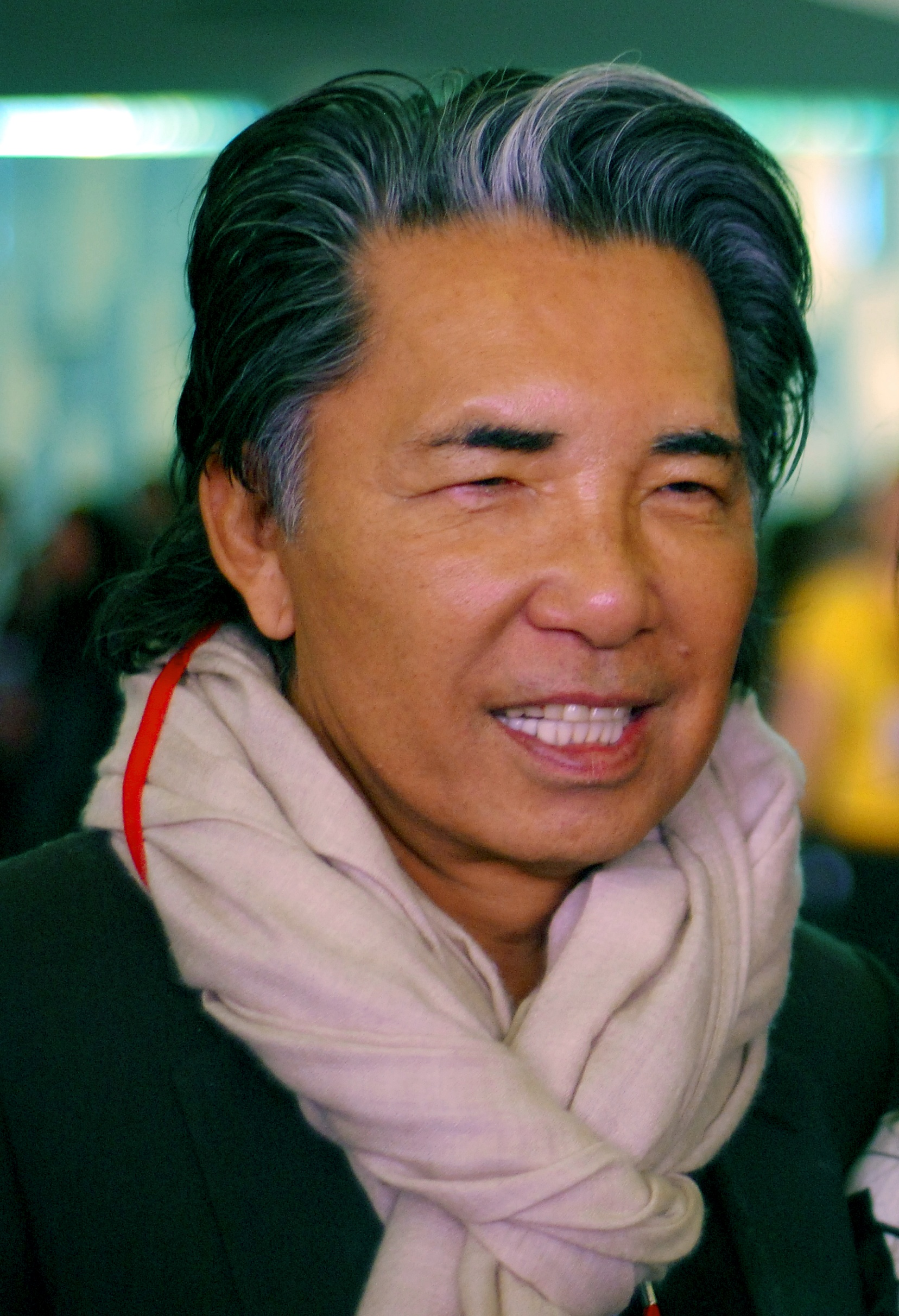
Kenzo Takada
4 oktober

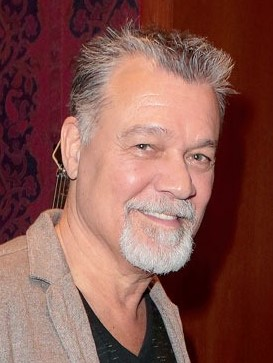
Eddie Van Halen
6 oktober

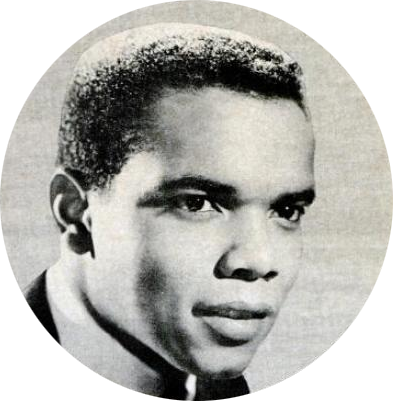
Johnny Nash
6 oktober

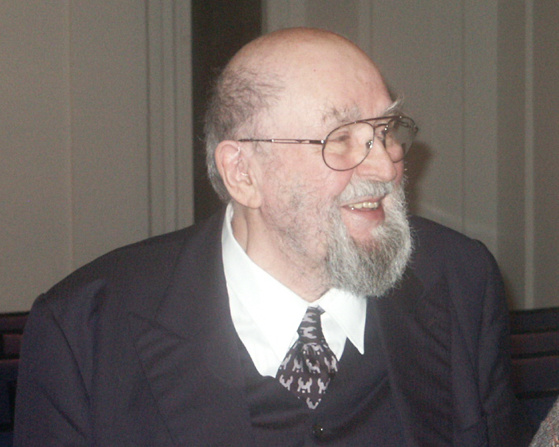
Franz Joseph van der Grinten
7 oktober

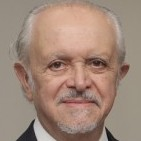
Mario J. Molina
7 oktober

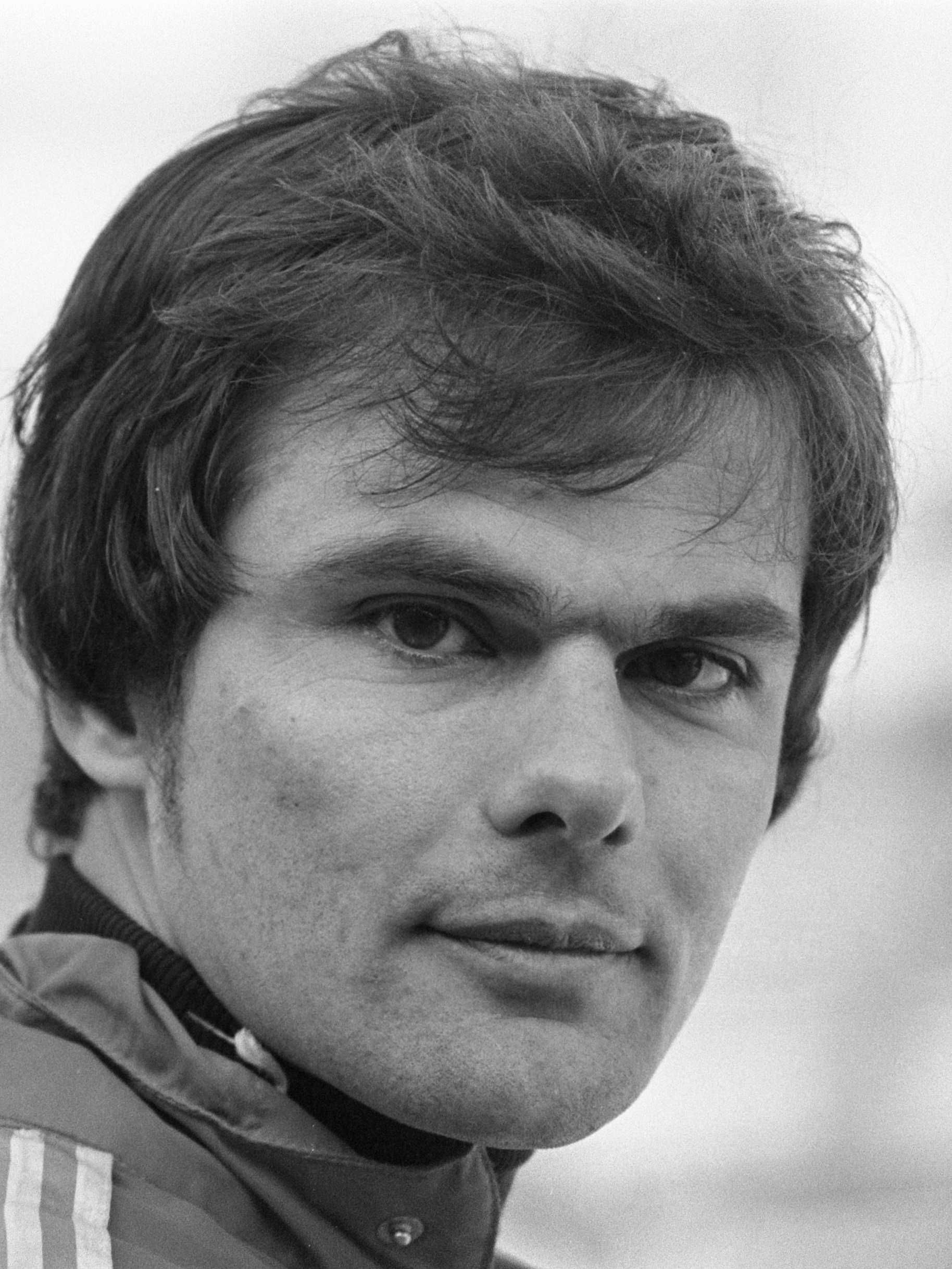
Ab Krook
13 oktober

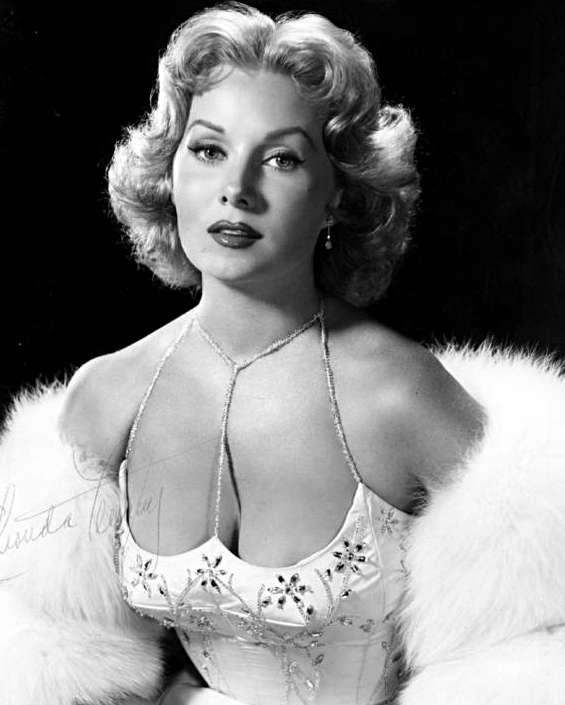
Rhonda Fleming
14 oktober

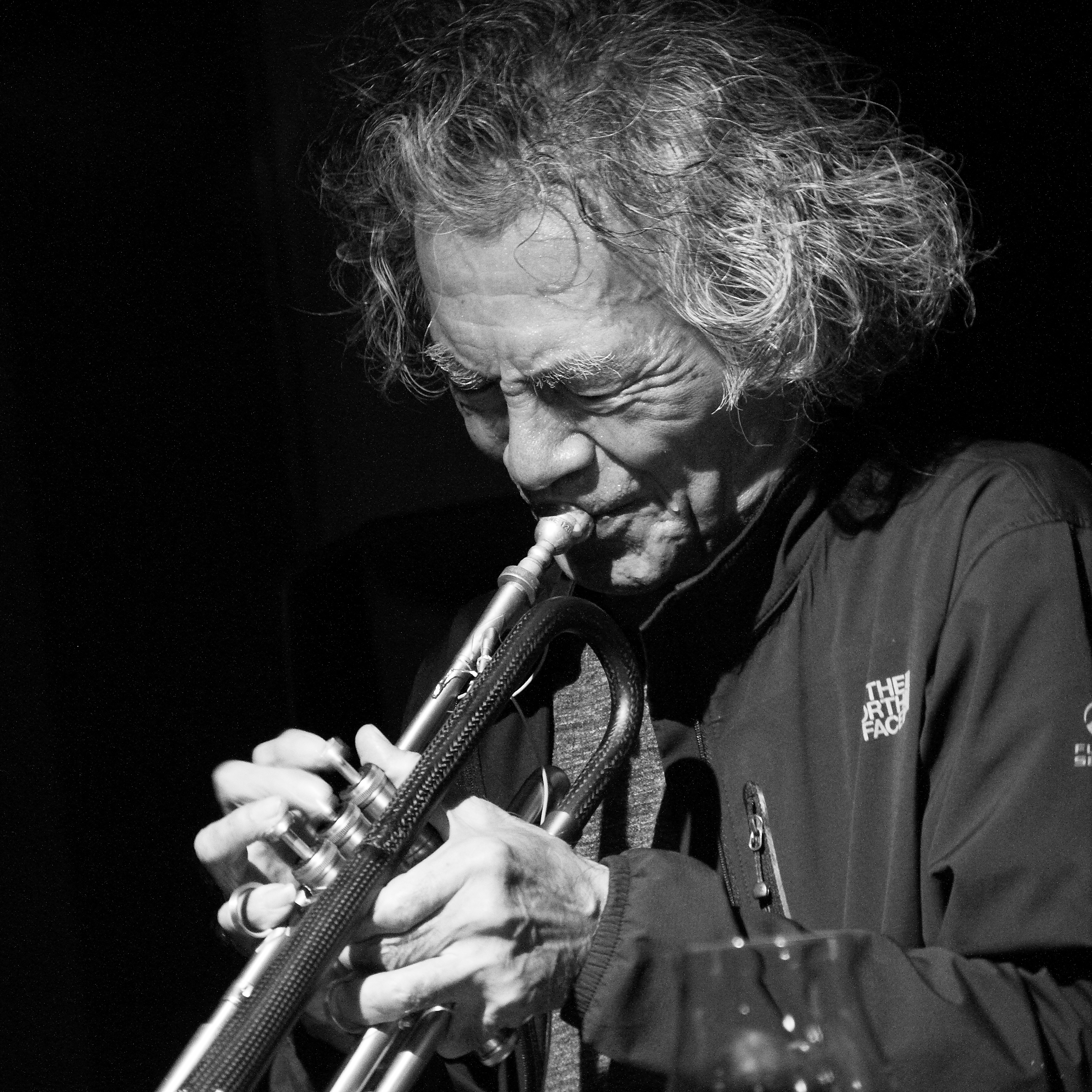
Toshinori Kondo
17 oktober

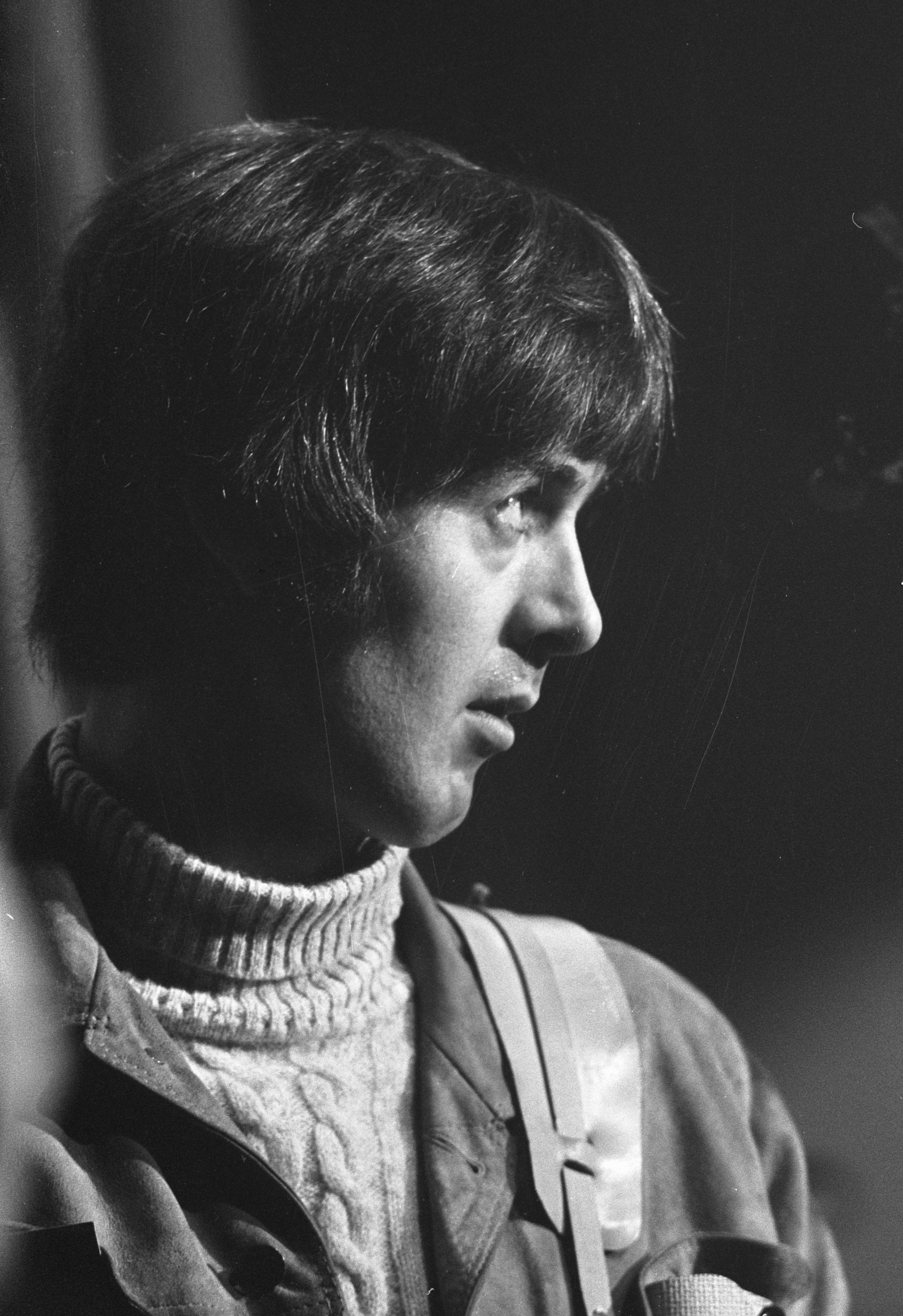
Spencer Davis
19 oktober

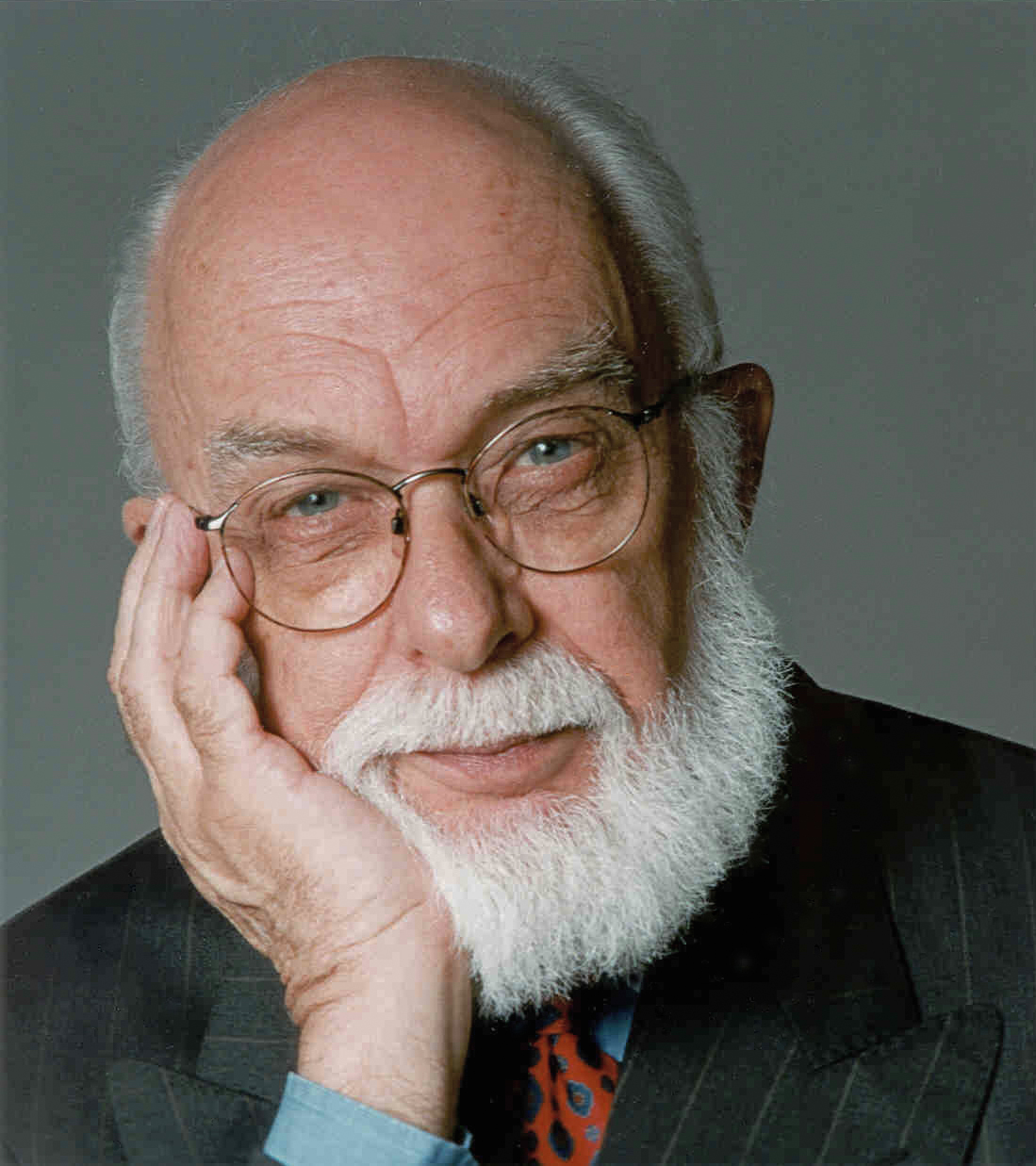
James Randi
20 oktober

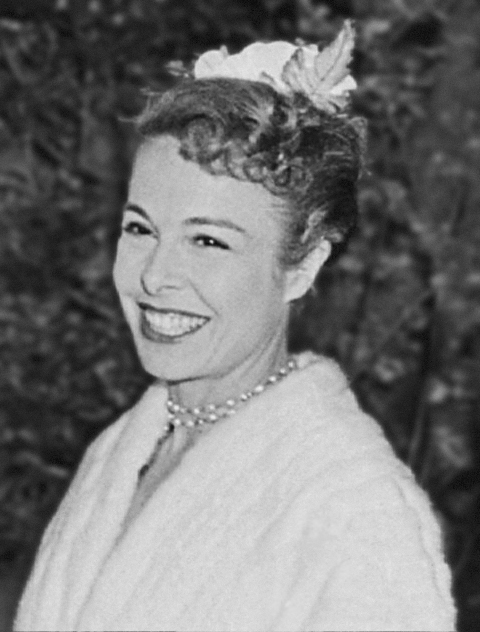
Marge Champion
21 oktober

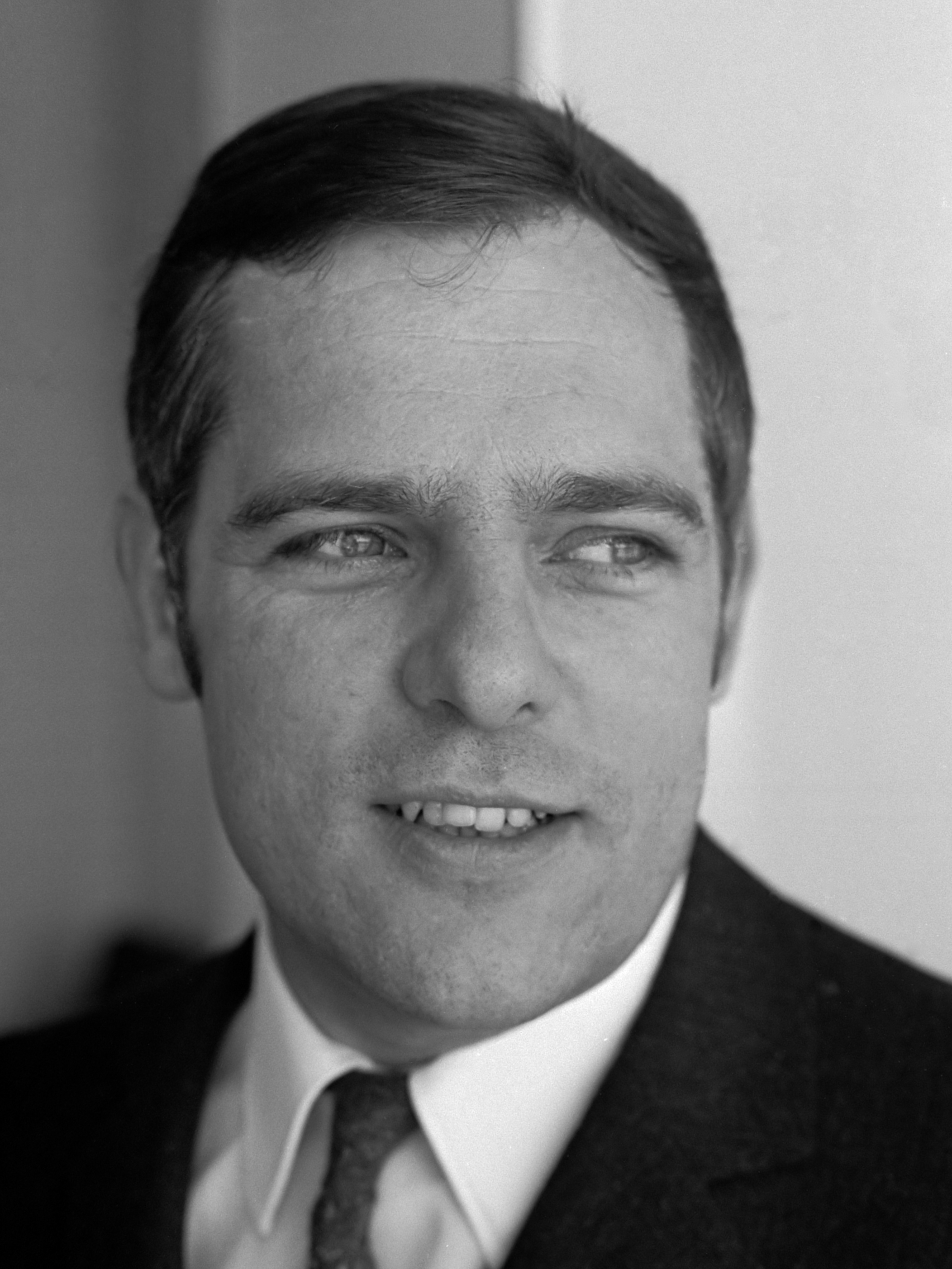
Giep Franzen
23 oktober

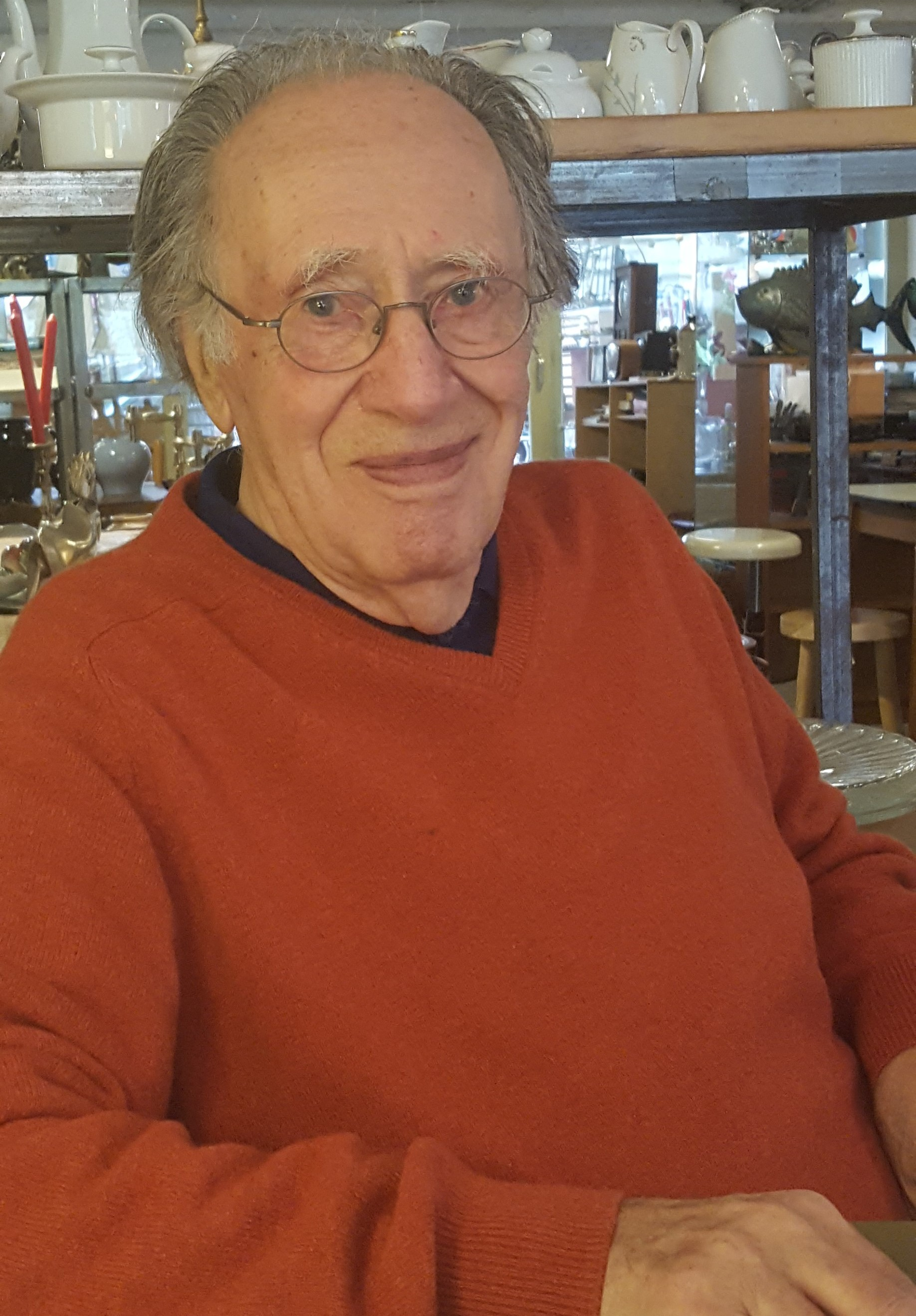
Jan Boerman
25 oktober

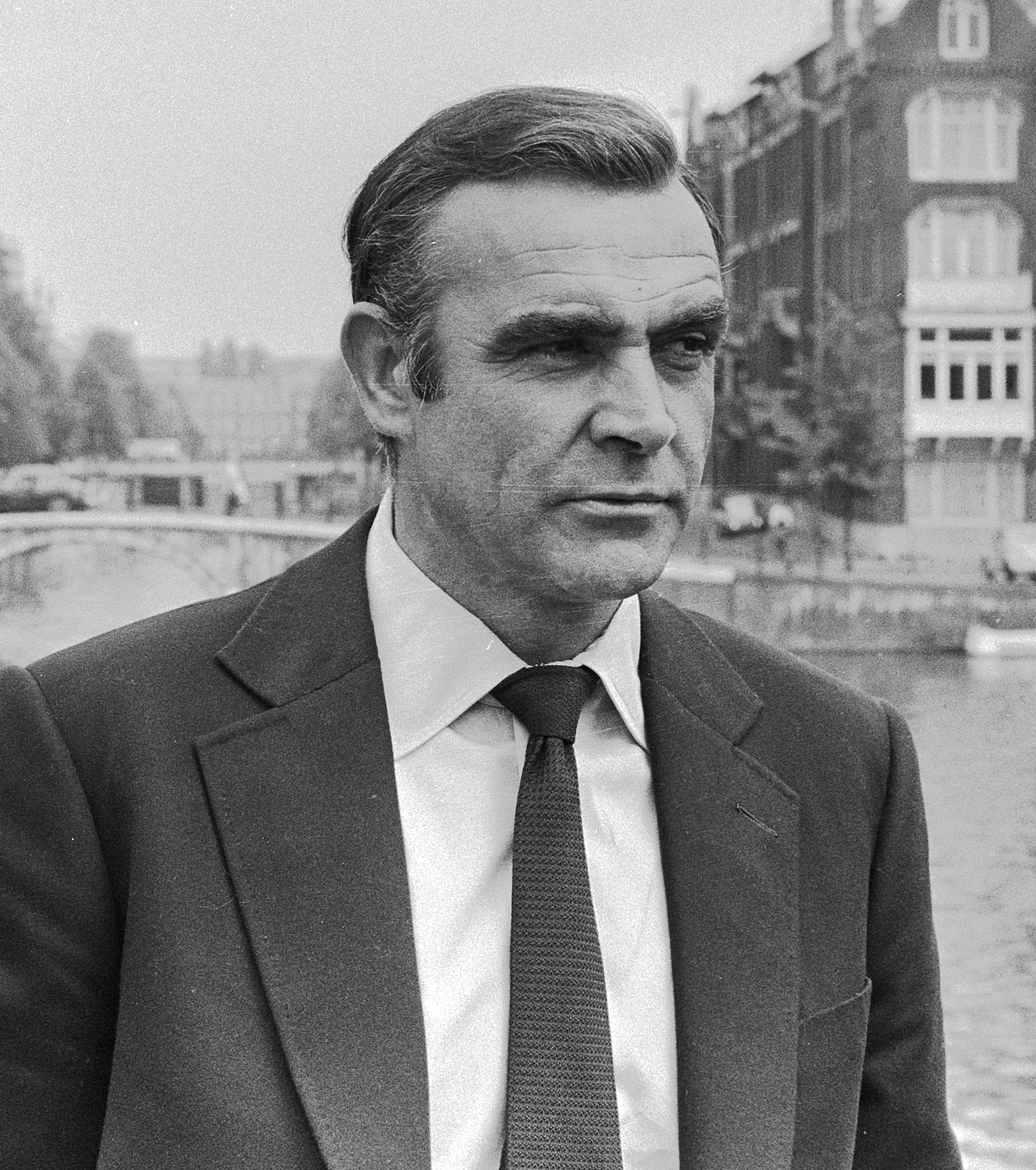
Sean Connery
31 oktober

| 1 | 2 | 3 | 4 | 5 | 6 | 7 | 8 | 9 | 10 | 11 | 12 | 13 | 14 | 15 | 16 | 17 | 18 | 19 | 20 | 21 | 22 | 23 | 24 | 25 | 26 | 27 | 28 | 29 | 30 | 31 |
| - | - | - | - | - | - | - | - | - | -- | -- | -- | -- | -- | -- | -- | -- | -- | -- | -- | -- | -- | -- | -- | -- | -- | -- | -- | -- | -- | -- |

### 1 oktober
- Léon van der Sanden (67), Nederlands toneelschrijver en regisseur[1]
- Murray Schisgal (93), Amerikaans toneelschrijver en scenarioschrijver[2]

### 2 oktober
- Pieter Varekamp (78), Nederlands journalist[3]
- Viktor Zalgaller (99), Russisch wiskundige[4]

### 3 oktober
- Thomas Jefferson Byrd (70), Amerikaans acteur[5]
- Karel Fiala (95), Tsjechisch tenor[6]
- Armelia McQueen (68), Amerikaans actrice[7]
- Bob Wilson (77), Engels voetballer[8]

### 4 oktober
- Jan des Bouvrie (78), Nederlands interieurontwerper[9]
- Günter de Bruyn (93), Duits schrijver[10]
- Kees Hin (83), Nederlands filmregisseur[11]
- Clark Middleton (63), Amerikaans acteur[12]
- Frank Spaargaren (79), Nederlands waterstaatkundig ingenieur[13]
- Kenzo Takada (81), Japans modeontwerper[14]
- Piet Wagenaar (91), Nederlands pastoor en abt[15]

### 5 oktober
- Béatrice Arnac (89), Frans zangeres, actrice en componist[16]
- Dirk Bootsma (84), Nederlands hoogleraar en geneticus[17]
- Karlheinz Drechsel (89), Duits jazzmuzikant en muziekjournalist[18]
- Kieran Halpin (65), Iers gitarist en songwriter[19]
- Margaret Nolan (76), Brits actrice en model[20]
- Pietro Scandelli (78), Italiaans wielrenner[21]
- K.K. Usha (81), Indiaas rechter[22]

### 6 oktober
- Bunny Lee (79), Jamaicaans platenproducent[23]
- Johnny Nash (80), Amerikaans zanger[24]
- Tommy Rall (90), Amerikaans balletdanser en acteur[25]
- Eddie Van Halen (65), Nederlands-Amerikaans gitarist[26]
- Julius Vischjager (83), Nederlands journalist en uitgever[27]
- Tony Vos (89), Nederlands saxofonist, componist en muziekproducer[28]
- Wladimir Yordanoff (66), Frans acteur[29]

### 7 oktober
- Franz Joseph van der Grinten (87), Duits dichter, beeldend kunstenaar, kunstverzamelaar en museumdirecteur[30]
- Mario J. Molina (77), Mexicaans-Amerikaans scheikundige en Nobelprijswinnaar[31]
- Ray Pennington (86), Amerikaans countryzanger, songwriter en platenproducent[32]

### 8 oktober
- Whitey Ford (91), Amerikaans honkbalspeler[33]
- Siegfried Gilds (81), Surinaams vakbondsbestuurder en politicus[34]
- Leo Köhlenberg (84), Nederlands organist en componist[35]
- Brian Locking (82), Brits muzikant en songwriter[36]
- Charlie Moore (91), Amerikaans atleet[37]

### 9 oktober
- Frido Croes (62), Arubaans politicus[38]
- Francine Simonin (84), Zwitsers Canadees schilder, prentkunstenares[39]

### 10 oktober
- Dolf Bouma (99), Nederlands civiel ingenieur en hoogleraar[40]

### 11 oktober
- Harold Betters (92), Amerikaans jazztrombonist[41]
- Hammadi Tounsi (86), Marokkaans acteur, dichter en schrijver[42]

### 12 oktober
- Aldo Brovarone (94), Italiaans auto-ontwerper[43]
- Aurora Chamarro (66), Spaans zwemster[44]
- Gerty Christoffels (62), Belgisch presentatrice[45]
- Conchata Ferrell (77), Amerikaans actrice[46]
- Yehoshua Kenaz (83), Israëlisch schrijver[47]
- Jan Willem Wegstapel (96), Nederlands politicus en bestuurder[48]

### 13 oktober
- Ab Krook (76), Nederlands schaatscoach[49]
- Saint Dog (44), Amerikaans rapper[50]
- Chris Killip (74), Brits fotograaf[51]

### 14 oktober
- Rhonda Fleming (97), Amerikaans actrice[52]
- Herbert Kretzmer (95), Zuid-Afrikaans journalist, columnist, criticus en songwriter[53]
- Willy van Lieshout (92), Nederlands onderwijsbestuurder[54]

### 15 oktober
- Bhanu Athaiya (91), Indiaas kostuumontwerpster[55]
- Ed Benguiat (92), Amerikaans letterontwerper, kalligraaf en grafisch ontwerper[56]
- Sonja Edström (89), Zweeds langlaufster[57]
- Max de Jong (86), Nederlands bestuurder[58]
- Dave Munden (76), Brits drummer en zanger[59]
- Fambaré Ouattara Natchaba (75), Togolees politicus[60]
- Fons Verplaetse (90), Belgisch econoom[61]

### 16 oktober
- Johnny Bush (85), Amerikaans countryzanger, songwriter en drummer[62]
- Rodolfo Fischer (76), Argentijns voetballer[63]
- Gordon Haskell (74), Brits muzikant[64]

### 17 oktober
- Lodewijk Brunt (78), Nederlands hoogleraar[65]
- Lucien De Brauwere (69), Belgisch wielrenner[66]
- Toshinori Kondo (71), Japans jazztrompettist[67]
- Takna Jigme Sangpo (91), Tibetaans politiek gevangene[68]

### 18 oktober
- René Felber (87), Zwitsers politicus[69]
- Jose Melo (88), Filipijns jurist[70]
- José Padilla (64), Spaans dj en muziekproducent[71]
- Jill Paton Walsh (83), Brits kinderboekenschrijfster[72]
- Ernst Sillem (97), Nederlands verzetsstrijder[73]
- Gérard Sulon (82), Belgisch voetballer[74]

### 19 oktober
- Overton Berry (84), Amerikaans jazzpianist[75]
- Spencer Davis (81), Brits zanger en gitarist[76]
- Gianni Dei (79), Italiaans acteur en zanger[77]
- Tony Lewis (62), Brits rockbassist en singer-songwriter[78]
- Gianni Montanari (71), Italiaans auteur, vertaler en uitgever[79]
- Enzo Mari (88), Italiaans meubelontwerper en modern kunstenaar[80]

### 20 oktober
- Bruno Martini (58), Frans voetballer[81]
- James Randi (92), Canadees-Amerikaans goochelaar en scepticus[82]

### 21 oktober
- Marge Champion (101), Amerikaans danseres en actrice[83]
- Eugène Gessel (101), Surinaams professor en historicus[84]
- Arend Nijenhuis (86), Nederlands jazzmusicus[85]

### 22 oktober
- William Blinn (83), Amerikaans televisieproducent en scenarioschrijver[86]
- Richard A. Lupoff (85), Amerikaans sciencefictionauteur[87]
- Koert Stuyf (82), Nederlands choreograaf[88]

### 23 oktober
- Giep Franzen (88), Nederlands marketeer en hoogleraar[89]
- Frits Niessen (84), Nederlands politicus[90]
- Ebbe Skovdahl (75), Deens voetballer[91]
- Jerry Jeff Walker (78), Amerikaans countryzanger en songwriter[92]

### 24 oktober
- Abdul Azim (38), Bruneis prins[93]
- Maurice Bodson (76), Belgisch politicus[94]
- Stephen Owusu (37), Ghanees voetballer[95]
- Jerrel Vierklau (50), Surinaams acteur[96]

### 25 oktober
- Jan Boerman (97), Nederlands componist en musicus[97]
- Ruth Brouwer (90), Nederlands beeldhouwster, medailleur en tekenares[98]
- Rosanna Carteri (89), Italiaans sopraan[99]
- Bert Jansen (69), Nederlands voetballer[100]
- Lee Kun-hee (78), Zuid-Koreaans zakenman[101]
- Thomas Oppermann (66), Duits politicus[102]

### 26 oktober
- Izzat Ibrahim ad-Douri (78), Iraaks militair officier en politicus[103]
- Marcel Hendrickx (85), Belgisch politicus[104]
- Stan Kesler (92), Amerikaans jazzgitarist, -bassist, -mandolinist, producent en songwriter[105]

### 27 oktober
- Dick Mulderij (71), Nederlands voetballer[106]
- Serge Noël (64), Belgisch dichter[107]

### 28 oktober
- Bobby Ball (76), Brits komiek en acteur[108]
- Henk Binnendijk (67), Nederlands presentator en verslaggever[109]
- Leanza Cornett (49), Amerikaans fotomodel[110]
- Frans Lopulalan (67), Moluks schrijver[111]
- Joseph Moureau (99), Belgisch gevechtspiloot[112]
- Alain Rey (92), Frans taalkundige en lexicograaf[113]
- Billy Joe Shaver (81), Amerikaans countryzanger en songwriter[114]
- Anthony Soter Fernandez (88), Maleisisch kardinaal[115]

### 29 oktober
- Angelika Amon (53), Oostenrijks biologe[116]
- Aniel Kienno (49), Surinaams Nederlands organisator en producent[117]
- Béla Síki (97), Hongaars-Zwitsers pianist[118]
- Alexander Vedernikov (56), Russisch dirigent[119]

### 30 oktober
- Robert Fisk (74), Brits schrijver en journalist[120]
- Paul-Baudouin Michel (90), Belgisch componist[121]
- Jan Myrdal (93), Zweeds schrijver en filmmaker[122]
- Amfilohije Radović (82),  Servisch bisschop, auteur en vertaler[123]
- Gijs Schreuders (73), Nederlands politicus en journalist[124]
- Nobby Stiles (78), Brits voetballer[125]
- Mesut Yılmaz (72), Turks politicus[126]

### 31 oktober
- Sean Connery (90), Brits acteur[127]
- Josse de Haan (79), Nederlands schrijver en dichter[128]
- Daniel Dumile (49), Brits-Amerikaans rapper[129]
- Arturo Lona Reyes (94), Mexicaans bisschop[130]
- Ward Verrijcken (47), Belgisch filmjournalist[131]
- Marius Žaliūkas (36), Litouws voetballer[132]

### Datum onbekend
- Kacper Przybylski (Kastiop) (22), Belgisch youtuber[133]

januari ·
februari ·
maart ·
april ·
mei ·
juni ·
juli ·
augustus ·
september ·
oktober ·
november ·
december
1900 ·
1901 ·
1902 ·
1903 ·
1904 ·
1905 ·
1906 ·
1907 ·
1908 ·
1909 ·
1910 ·
1911 ·
1912 ·
1913 ·
1914 ·
1915 ·
1916 ·
1917 ·
1918 ·
1919 ·
1920 ·
1921 ·
1922 ·
1923 ·
1924 ·
1925 ·
1926 ·
1927 ·
1928 ·
1929 ·
1930 ·
1931 ·
1932 ·
1933 ·
1934 ·
1935 ·
1936 ·
1937 ·
1938 ·
1939 ·
1940 ·
1941 ·
1942 ·
1943 ·
1944 ·
1945 ·
1946 ·
1947 ·
1948 ·
1949 ·
1950 ·
1951 ·
1952 ·
1953 ·
1954 ·
1955 ·
1956 ·
1957 ·
1958 ·
1959 ·
1960 ·
1961 ·
1962 ·
1963 ·
1964 ·
1965 ·
1966 ·
1967 ·
1968 ·
1969 ·
1970 ·
1971 ·
1972 ·
1973 ·
1974 ·
1975 ·
1976 ·
1977 ·
1978 ·
1979 ·
1980 ·
1981 ·
1982 ·
1983 ·
1984 ·
1985 ·
1986 ·
1987 ·
1988 ·
1989 ·
1990 ·
1991 ·
1992 ·
1993 ·
1994 ·
1995 ·
1996 ·
1997 ·
1998 ·
1999 ·
2000 ·
2001 ·
2002 ·
2003 ·
2004 ·
2005 ·
2006 ·
2007 ·
2008 ·
2009 ·
2010 ·
2011 ·
2012 ·
2013 ·
2014 ·
2015 ·
2016 ·
2017 ·
2018 ·
2019 ·
2020 ·
2021 ·
2022 ·
2023 ·
2024 ·
2025